# Shimozuma Rairen
Shimozuma Rairen est un nom japonais traditionnel ; le nom de famille (ou le nom d'école), Shimotsuma, précède donc le prénom (ou le nom d'artiste).
Shimotsuma Nakayuki (下間仲行) (1537 - 1626), plus connu sous le nom Shimotsuma Rairen (下間頼廉), est un moine japonais du Hongan-ji. Il est responsable de la défense du Hongan-ji entre 1570 et 1582. À cette époque, le temple est en conflit avec Oda Nobunaga. Rairen joue un rôle dans le traité de paix avec Nobunaga et plus tard s'installe dans la région de Tenman pour servir Hongan-ji Kennyo et Hideyoshi.

## Source de la traduction
- (en) Cet article est partiellement ou en totalité issu de l’article de Wikipédia en anglais intitulé « Shimozuma Rairen » (voir la liste des auteurs).